# Daniel Schmidt (fotbollsspelare)
Daniel Schmidt (シュミット・ダニエル Schmidt Daniel?), född 3 februari 1992, är en japansk fotbollsmålvakt som spelar för Sint-Truiden. Han har även spelat för det japanska landslaget.

## Landslagskarriär
I november 2022 blev Schmidt uttagen i Japans trupp till VM 2022.